# Тетралофос
Тетралофос или Дортали (на гръцки: Τετράλοφος, катаревуса Τετράλοφον, Тетралофон, до 1928 година Ντορταλή, Дортали) е село в Република Гърция, в дем Кожани, област Западна Македония.

## География
Сидерас е разположено на 730 m надморска височина, в югозападното подножие на планината Каракамен (Вермио).

## История

### В Османската империя
В края на XIX век Дортали е турско село в югоизточната част на Кайлярска каза (Джума) на Османската империя. В „Етнография на вилаетите Адрианопол, Монастир и Салоника“, издадена в Константинопол в 1878 година и отразяваща статистиката на населението от 1873 година, Дурдалия (Dourdalia) е посочено като село в каза Джумали с 15 домакинства и 35 жители мюсюлмани.
Според статистиката на Васил Кънчов („Македония. Етнография и статистика“) през 1900 година в Дортали, Кожанска каза, има 398 турци.
На Етнографската карта на Битолския вилает на Картографския институт в София от 1901 година Дортали е чисто турско село в Кожанската каза на Серфидженския санджак със 70 къщи.
Според статистика на Серфидженския санджак на гръцкото консулство в Еласона от 1904 година в Доратли (Ντορταλή), Кожанска каза, живеят 400 турци.

### В Гърция
През Балканската война в 1912 година в селото влизат гръцки части и след Междусъюзническата в 1913 година Дортали остава в Гърция. В 1913 година селото има 541 жители. През 20-те години населението му се изселва в Турция и на негово място са настанени гърци туркогласни бежанци от Турция. В 1928 година селото е изцяло бежанско със 135 семейства и 493 жители бежанци.
През 1928 година името на селото е сменено на Тетралофос.
Населението традиционно произвежда жито, тютюн, картофи и други земеделски продукти, като се занимава и със скотовъдство.
| Име     | Име         | Ново име       | Ново име       | Описание                                        |
| ------- | ----------- | -------------- | -------------- | ----------------------------------------------- |
| Скендер | Σκεντέρ     | Александровуни | Άλεξανδροβοΰνι | хребет в Каракамен на СИ от Тетралофос          |
| Дермен  | Ντερμέν     | Певки          | Πεύκη          |                                                 |
| Пилаф   | Πιλάφ Λόφος | Левкес         | Λεύκες         | връх в Каракамен на СИ от Тетралофос (1448,9 m) |
| Дермен  | Ντερμέν     | Рема           | Ρέμα           | река в Каракамен на СИ от Тетралофос            |

| Година    | 1913 | 1920 | 1928 | 1940 | 1951 | 1961 | 1971 | 1981 | 1991 | 2001 | 2011 | 2021 |
| --------- | ---- | ---- | ---- | ---- | ---- | ---- | ---- | ---- | ---- | ---- | ---- | ---- |
| Население | 541  | 594  | 567  | 841  | 763  | 790  | 457  | 457  | 487  | 454  | 320  | 277  |